# Elecciones generales de Suecia de 1982
Las elecciones generales se celebraron en Suecia el 19 de septiembre de 1982. Estas vieron el regreso del Partido Socialdemócrata (S) al poder después de seis años en la oposición, el periodo más largo en oposición por parte de los socialdemócratas desde 1910. La coalición de centro-derecha liderada por Thorbjörn Fälldin tuvo problemas desde 1981, el año antes de la elección, cuando el Partido Moderado se retiró del gobierno, protestando contra las políticas de centro en materia fiscal de Fälldin en el gobierno. Después de recuperar poder, el líder Olof Palme tuvo éxito en ser nombrado Primer ministro por segunda vez, habiendo gobernado entre 1969 y 1976.

## Campaña electoral
El requisito previo para la elección fue pobre para el gobierno de coalición de derecha en funciones desde el referéndum sobre el futuro de la energía nuclear en Suecia en 1980. Cuando la energía nuclear ya no era relevante como un tema político, las cifras de opinión de los socialdemócratas se habían mantenido muy por encima del 48 por ciento en la mayoría de las encuestas. El gobierno de Fälldin presentó su presupuesto en enero de 1982, que mostró un déficit de 82,6 mil millones de coronas suecas. En febrero, los partidos gubernamentales acordaron introducir dos días de espera en el seguro de enfermedad y el reembolso del 87%. La creciente tasa de desempleo es quizás la razón por la cual el Partido del Centro (C) recibió menos del 10 por ciento en una encuesta en febrero. Si bien el gobierno quería ahorrar 12 mil millones y los moderados aún más, los socialdemócratas querían derribar las medidas de ahorro que se tomaron en el seguro social. Tanto el Partido del Centro (C) como el Partido Popular (FP) también respaldaron las elecciones. Los moderados, que no eran miembros del gobierno, obtendrían su mejor resultado electoral hasta el momento. Los asalariados probablemente se convirtieron en el mayor problema electoral, ya que ahora se determinó el futuro de la energía nuclear, y probablemente fue el único obstáculo importante para los socialdemócratas en esta elección cuando la mayoría del público estaba en contra de ellos. Durante la primavera, los partidos de derecha habían dicho conjuntamente no a los fondos. Los socialdemócratas ya habían establecido en el congreso del partido en 1981 cómo sería su polotica de fondos. En 1982, la comunidad empresarial había dejado en claro su oposición a los fondos de los empleados a través de anuncios en periódicos de los hechos financieros de la comunidad empresarial. La gran campaña de la derecha contra los fondos de los empleados no logró detener la gran toma de poder del bloque socialista en la opinión pública, pero probablemente fue lo que garantizó que los socialdemócratas no obtuvieran la mayoría por su propia cuenta. El Partido Verde (MP) se había fundado en febrero de 1981, pero el enfoque de la campaña electoral le terminarían afectando. el KDS también se notó a través de la discusión si el partido lograría obtener el 12 por ciento en las elecciones parlamentarias en el condado de Jönköping y, por lo tanto, obtener un asiento parlamentario. Sin embargo, el partido no tuvo éxito en esto.

## Resultados
| Partido                                    | Votos     | %     | Escaños | +/–   |
| ------------------------------------------ | --------- | ----- | ------- | ----- |
| Partido Socialdemócrata (S)                | 2,533,250 | 45.61 | 166     | +12   |
| Partido Moderado (M)                       | 1,313,337 | 23.64 | 86      | +13   |
| Partido del Centro (C)                     | 859,618   | 15.48 | 56      | –8    |
| Partido Popular (FP)                       | 327,770   | 5.90  | 21      | –17   |
| Partido de la Izquierda-Comunistas (VPK)   | 308,899   | 5.56  | 20      | 0     |
| Unidad Democrática Cristiana (KDS)         | 103,820   | 1.87  | 0       | 0     |
| Partido Verde (MP)                         | 91,787    | 1.65  | 0       | Nuevo |
| Partido de los Trabajadores-Los Comunistas | 5,745     | 0.1   | 0       | 0     |
| Otros partidos                             | 10,376    | 0.2   | 0       | 0     |
| Votos nulos/en blanco                      | 52,001    | –     | –       | –     |
| Total                                      | 5,606,603 | 100   | 349     | 0     |
| Votantes registrados/participación         | 6,130,993 | 91.44 | –       | –     |
| Fuente: Nohlen & Stöver                    |           |       |         |       |

## Después de la elección
Esta elección es una de las más exitosas para el bloque socialista, y la más exitosa desde la introducción del parlamento moderno en 1970. Anterior a eso solo en 1940, 1944, 1948 y 1968 el bloque socialista obtuvo más escaños en relación con la oposición
Al final, los socialdemócratas obtuvieron el 45,61 por ciento, que está dentro del rango normal del 44,6 al 46,2 por ciento para el partido (desde 1936 hasta esta elección), pero fue más que el Partido Popular, el Partido del Centro y el Partido Moderado juntos, estos partidos obtuvieron juntos el 45.02%. Este resultado electoral conjunto para el bloque de derecha es el más bajo desde las elecciones de la Segunda Cámara en Suecia en 1944 cuando ganaron 42.4%.
En la primavera de 1982, una encuesta de opinión había demostrado que el apoyo a los socialdemócratas superaba el 48%. Este resultado podría haberse logrado en las elecciones si la controvertida propuesta de 1976 para los fondos de los empleados no hubiera sido retenida por el partido. Al final, sin embargo, la mayoría del pueblo sueco (51.17%) votó indirectamente por los asalariados cuando votaron por el bloque socialista. [4]
El Partido Verde, que se había formado el mismo año, también logró atraer a algunos de los votantes de los socialdemócratas. Se estimó que más de la mitad de sus votantes en esta elección y la elección de 1985 provenían de la base de votantes de los socialdemócratas. Para Olof Palme, la elección fue un gran éxito personal. Durante la época de Palme como líder del partido, el partido había mejorado en las elecciones de 1970, 1973 y 1976.
El día después de las elecciones, el 20 de septiembre, el primer ministro Thorbjörn Fälldin presentó su renuncia. El rey aceptó  inmediatamente la renuncia al primer ministro y otros ministros. El mismo día, se llevaron a cabo conversaciones entre el presidente del Parlamento y los otros líderes del partido. El lunes 4 de octubre, Ingemund Bengtsson (s) fue reelegido como Presidente. Se reunió el mismo día con los líderes del partido y los vicepresidentes. De estas consultas, quedó claro que, con respecto a los resultados de las elecciones, era bastante natural que Bengtsson propusiera a Palme como primer ministro. La propuesta fue presentada y el Parlamento consideró la propuesta el 7 de octubre. Antes de la votación, Ulf Adelsohn (m), Kjell Mattsson (c), Jörgen Ullenhag (fp) y Lars Werner (vpk) dieron explicaciones de su voto. Refiriéndose a los resultados electorales, los tres partidos de derecha declararon que emitirían sus votos. Consideraron que la propuesta del Presidente estaba en línea con la situación parlamentaria actual. Al mismo tiempo, enfatizaron que esto no implicaba una posición sobre la política que seguiría el gobierno propuesto. El líder comunista del partido de izquierda declaró que el grupo parlamentario del VPK apoyaba la propuesta del presidente. Sin embargo, el partido consideraría objetivamente todas las propuestas que hizo el gobierno. En la votación, 179 miembros votaron sí a la propuesta, los diputados de derecha (147) se abstuvieron. El Riksdag aprobó la propuesta y nombró a Palme como primer ministro. El mismo día, el presidente emitió una orden para el Primer Ministro en nombre del Parlamento. El gobierno de Palme II asumió el cargo el 8 de octubre de 1982, en una sala tradicional en el Castillo de Estocolmo bajo la presidencia del Rey Carlos XVI Gustavo.